# 深涌

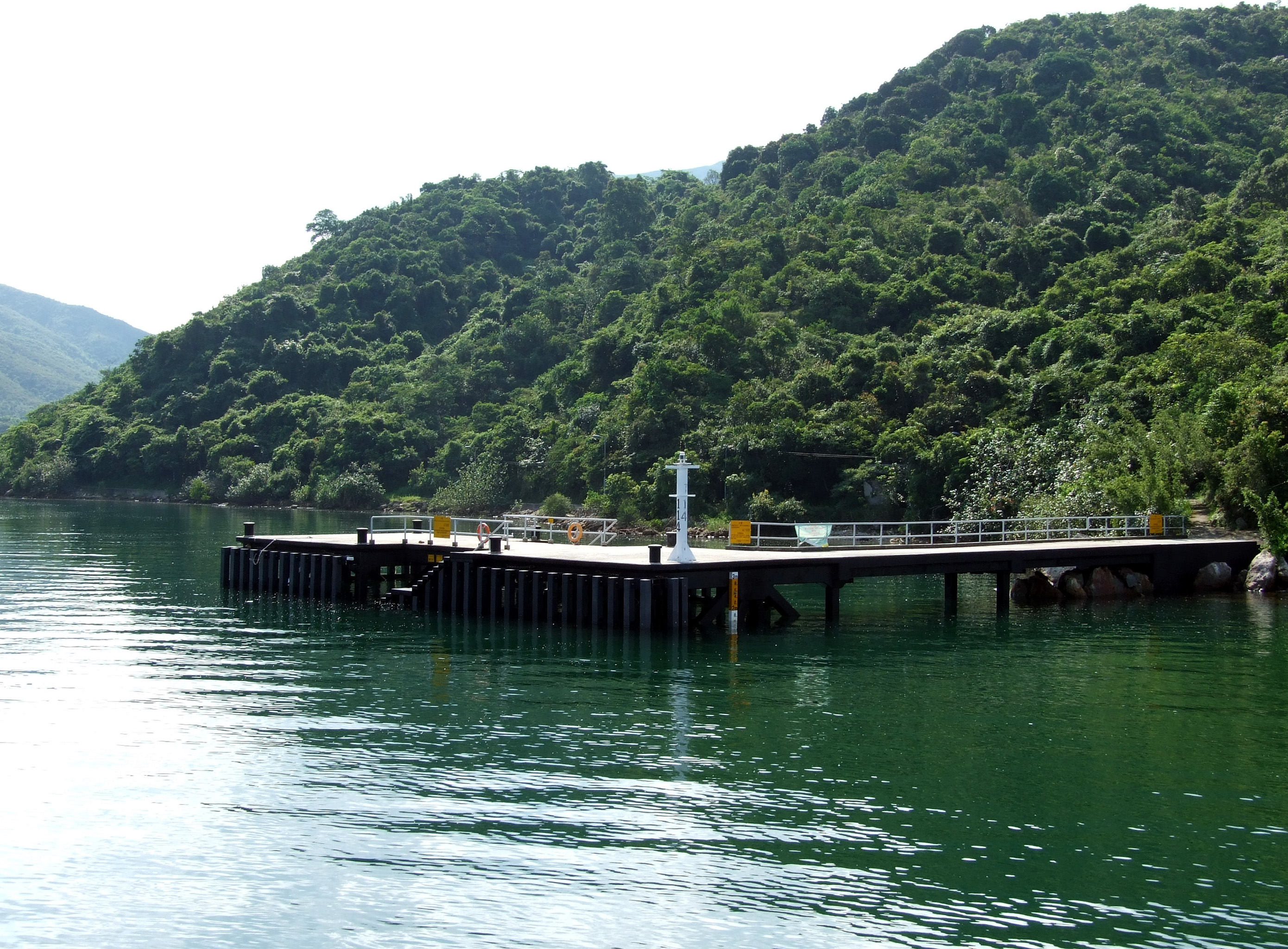
深涌公眾碼頭

深涌（英語：Sham Chung），位於香港新界西貢半島以北，企嶺下海出海口處，三面環山（石芽頭、石屋山及畫眉山），而深涌村是當地5條鄉村包括聖教堂村、包尼仔村、石頭徑村、對面村及灣仔村的統稱，為一客家村落，有祖籍廣東長樂錫坑村的李氏於清代由沙頭角烏蛟騰遷來，務農為生。深涌擁有一大片草原。

## 自然生態
深涌曾是一個具生態價值的地方，有溪流、淡水沼澤（由荒廢水稻田演變而成）、濕地等多種生境，在新自然保育政策下納入優先加強保育地點之一。但於1999年，被人發現沼澤區被私人發展商開發，大肆破壞，由於深涌沼澤區是香港特有的香港鬥魚的最大棲息地，保育人士隨即進行緊急拯救行動（當時香港鬥魚仍未發展成獨立品種，被認為是產自越南的另一品種），將沼澤僅餘的其中一條30米長的水道中的202條鬥魚送到嘉道理農場。
沼澤區的開發也導致僅在香港三處地方被發現的锈色羊耳蒜在深涌絕跡。

## 發展一览
除大磨刀島之外，五福礦業也曾取得深涌附近鵝頸咀的採礦許可證，但未有證據顯示有商業開採。
2000年代初有發展商希望於深涌興建一高爾夫球場，但當一切準備就緒時，城規會不批准該地段由農業轉為其他用途，因此計劃只好暫停，後租用給露營人士露營。由於價格便宜，交通方便，配套充足，而且大草原非常適合露營之用，因此吸引了不少顧客。但2006年城規會終於批准更改土地用途，發展商也停止租用給他人並重新開始其計劃。
2008年亦有報導指新加坡酒店品牌悅榕控股會與擁有深涌地皮的新鴻基合作興建水療度假村及大型水療設施。

## 區議會議席分佈
深涌在西沙路建成前較容易往返大埔，因此隸屬大埔區。由於深涌人口稀少，現時只有街渡連接荔枝莊、塔門、赤徑、黃石碼頭等地，所以往往跟這些鄉村（包括海下）劃為同一個選區。
| 年度/範圍 | 2000-2003  | 2004-2007  | 2008-2011  | 2012-2015  | 2016-2019  | 2020-2023  |
| --------- | ---------- | ---------- | ---------- | ---------- | ---------- | ---------- |
| 整個深涌  | 西貢北選區 | 西貢北選區 | 西貢北選區 | 西貢北選區 | 西貢北選區 | 西貢北選區 |

## 外部連結
- 香港深涌來記士多 （页面存档备份，存于）
- 香港深涌（页面存档备份，存于）
- 深涌分區計劃大綱草圖獲核准 （页面存档备份，存于）
- 城市規劃委員會報告 （页面存档备份，存于）
- 香港地方 （页面存档备份，存于）